# Instabilidade de Rayleigh-Taylor

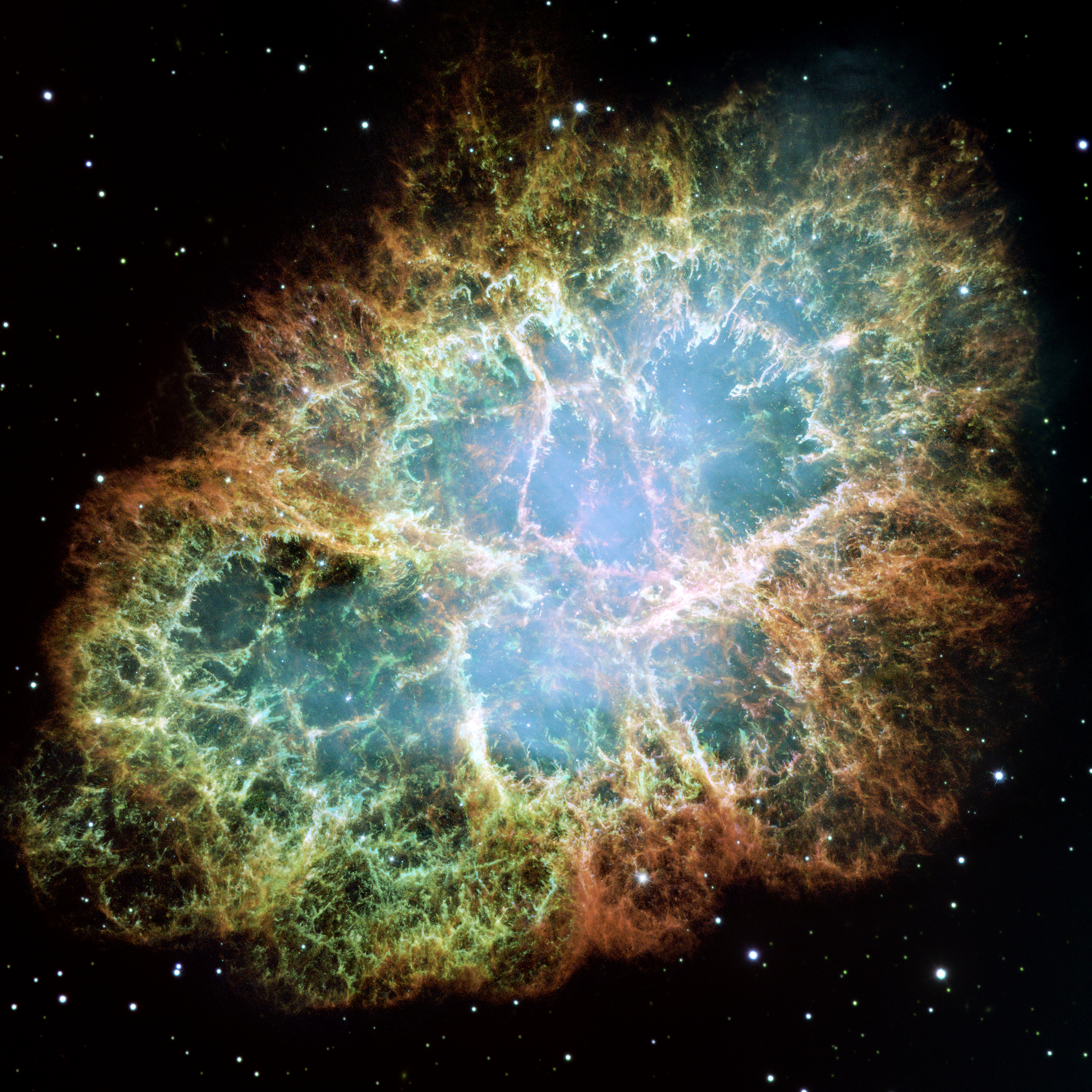
Dedos de Rayleigh-Taylor evidentes na Nebulosa do Caranguejo.

A instabilidade de Rayleigh–Taylor, ou instabilidade RT (nomeados em homenagem a Lord Rayleigh e G. I. Taylor) é uma instabilidade de interfase entre dois fluidos de diferentes densidades, que ocorre quando o fluido mais leve empurra o fluido mais pesado.